# Khorotherium yakutensis
Khorotherium yakutensis — викопний вид примітивних ссавцеподібних ряду докодонтів (Docodonta), що існував у ранній крейді (125 млн років тому).

## Скам'янілості
Описаний з решток щелепи, що знайдені у відкладеннях Батилихської формації в Якутії, Росія.

## Назва
Родова назва Khorotherium («звір з Хоро») походить від села Хоро, яке знаходить поруч з типовим місцезнаходженням. Видова назва yakutensis, означає «якутський», теж вказує на типове місцезнаходження.

## Оригінальна публікація
- A. Averianov, T. Martin, A. Lopatin, P. Skutschas, R. Schellhorn, P. Kolosov, and D. Vitenko. 2018. A high-latitude fauna of mid-Mesozoic mammals from Yakutia, Russia. PLoS ONE 13(7): e0199983:1-17